# Cividate Camuno

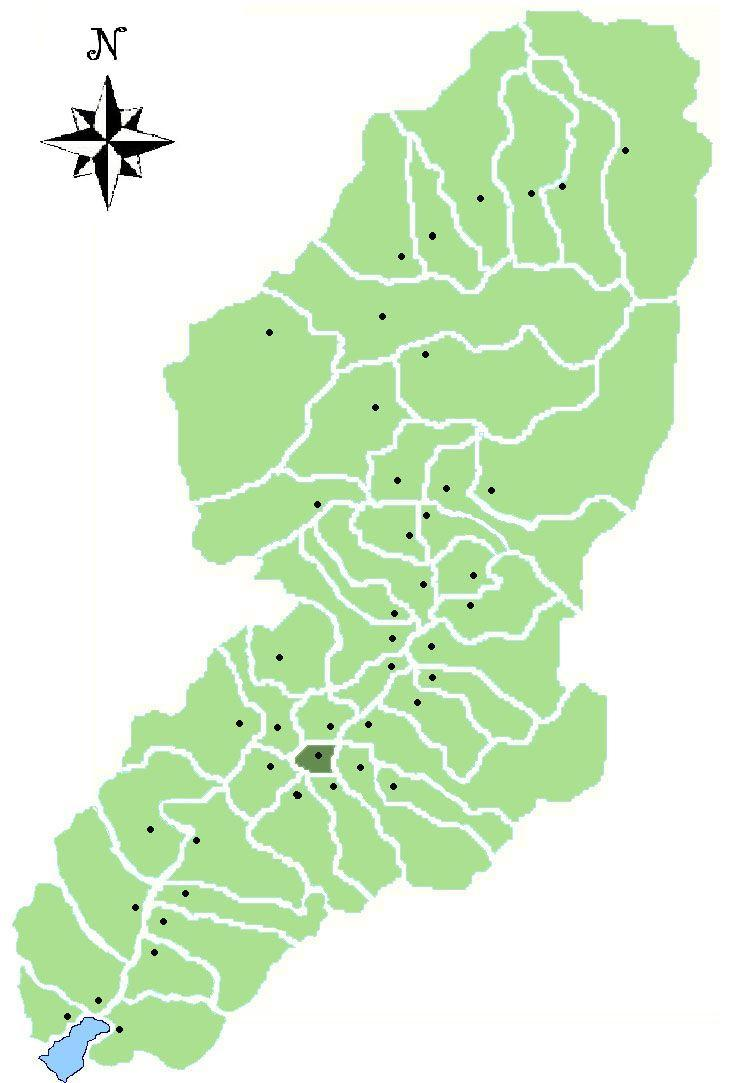
El territorio de Cividate Camuno en Val Camonica.

Cividate Camuno (en latín: Civitas Camunnorum; en dialecto camuno: Hiidà) es un municipio italiano de 2.633 habitantes de la provincia de Brescia.
Situado en mitad de Val Camonica, se alza sobre las orillas del río Oglio. Limita al norte con el municipio de Breno, al oeste con los municipios de Malegno y Ossimo, al sur con los de Piancogno y Esine y, al este, con los de Bienno y Berzo Inferiore.
Tiene un museo arqueológico de Valle Camonica. El núcleo más antiguo de Cividate está probablemente sobre la colina de S. Stefano, lugar donde probablemente en época romana había un capitolio y posteriormente lugar de culto cristiano.

## Evolución demográfica
| Gráfica de evolución demográfica de Cividate Camuno entre 1861 y 2001 |
|                                                                       |
| Fuente ISTAT - elaboración gráfica de Wikipedia                       |